# ITV Studios
ITV Studios è una casa di produzione e distribuzione televisiva britannica di proprietà del gruppo ITV plc (gruppo che possiede il canale ITV).
Gestisce la produzione e la distribuzione di programmi trasmessi sulla rete ITV e su emittenti di terze parti e ha sede in 12 paesi attraverso 60 etichette di produzione, con uffici di produzione locali nel Regno Unito, Stati Uniti, Australia, Germania, Paesi Bassi, Italia, Israele, Francia e Scandinavia.

## Storia
Granada Productions viene fondata nel 1954 come divisione di produzione interna di Granada Television.
Nel 2009, a seguito della fusione tra Granada Television e Granada Production si fonde con Carlton International, società di proprietà di Central Independent Television fondata nel 1987, dando vita a ITV Studios.
ITV Studios non solo realizza programmi principalmente per la sua società madre ITV plc, ma anche per altre reti come BBC e Channel 4.
Nel maggio 2017, ITV plc ha acquisito la società di produzione World Productions. Come risultato dell'acquisizione, la società fa ora parte di ITV Studios, con ITV Studios Global Entertainment che si occupa della distribuzione internazionale delle serie future. Nello stesso anno, ITV Studios ha anche acquisito il produttore svedese di programmi di intrattenimento e spettacolo Elk Production, una partecipazione nel produttore drammatico danese Apple Tree Productions.
Nell'ottobre 2017 acquisisce il 51% della società di produzione cinematografica e televisiva italiana Cattleya, diventando così azionista di maggioranza della società. Cattleya è partner di Vision Distribution, una società di distribuzione cinematografica italiana fondata nel 2016 insieme a Sky Italia, Wildside (controllata da Fremantle), Lucisano Media Group, Palomar e Indiana Production.
Nel 2017, la società di produzione di film horror statunitense Blumhouse Productions ha venduto una partecipazione del 45% dello studio televisivo indipendente Blumhouse Television a ITV Studios.
Il 1º ottobre 2019, ITV Studios ha ristrutturato l'intera attività di distribuzione creando tre nuove divisioni. Di conseguenza, Talpa Media è stata chiusa mentre Talpa Global è stata assorbita nella nuova divisione "Global Entertainment".
Il primo luglio del 2020, ITV Studios ha annunciato una partnership musicale con BMG Rights Management (di proprietà di Fremantle, tramite Bertelsmann), che include una joint venture per la creazione di un'etichetta musicale.

## Controllate
- World Productions
- MultiStory Media
- ITV Studios America
- Mammoth Screen
- Monumental Pictures
- Tomorrow Studios
- Big Talk Productions
- Mainstreet Pictures
- Noho Film and Television
- Tetra Media Studio
- Tall Story Pictures
- Boom Cymru
- Silverprint Pictures
- Route 24
- Circle Of Confusion
- Apple Tree Production
- Cattleya (51%)
- ITV Studios Germany
- ITV Studios Finland
- ITV Studios Norway
- ITV Studios Continuing Drama
- Genial Productions
- Jeff Pope's Factual Drama
- Bedrock Entertainment
- Work Friends
- Quay Street Productions

## Distribuzione

### Creative Network
La divisione Creative Network, guidata da Mike Beale, è composta da tutte le etichette di formato senza script di ITVS all'interno e all'esterno del Regno Unito, inclusa la società israeliana Armoza Formats, recentemente acquisita.

### Global Entertainment
La divisione Global Entertainment, con sede nei Paesi Bassi, si concentra sulle vendite internazionali dei formati senza script di ITVS.

### Global Distribution
La divisione Global Distribution si occupa del catalogo dei film drammatici e dei nastri finiti di ITVS, nonché del cofinanziamento, della coproduzione e della produzione di serie con sceneggiatura.